# Orobanche clausonis
Orobanche clausonis é uma espécie de planta com flor pertencente à família Orobanchaceae. 
A autoridade científica da espécie é Pomel, tendo sido publicada em Bull. Soc. Sci. Phys. Algérie 11: 107 (1874).

## Portugal
Trata-se de uma espécie presente no território português, nomeadamente os seguintes táxones infraespecíficos:
- Orobanche clausonis subsp. hesperina - presente em Portugal Continental. Em termos de naturalidade é endémica da Península Ibérica. Não se encontra protegida por legislação portuguesa ou da Comunidade Europeia.